# Eugène Philalèthe
Pour les articles homonymes, voir Philalèthe et Vaughan.
Eugène Philalèthe est le pseudonyme sous lequel furent publiés plusieurs traités hermétiques anglais, entre 1650 et 1655, qui selon toute vraisemblance auraient été écrits par Thomas Vaughan.

## Historique
L'œuvre de Philalèthe s'inscrit dans les courants théosophiques et hermétiques. Celui-ci revendique ouvertement une filiation philosophique avec Henri-Corneille Agrippa de Nettesheim, qu'il nomme son maître, ainsi qu'avec Paracelse.
Il ne faut pas confondre Eugène Philalèthe avec son contemporain Eyrénée Philalèthe, également alchimiste.
Ces ouvrages donnèrent lieu à des polémiques très violentes entre leur auteur et le docteur Henry More de l'université de Cambridge. Ce dernier publia en 1650, sous le pseudonyme Alazonomastix Philalethes, ses Observations sur l'anthroposophie théomagique, dans lesquelles il critique avec dérision les idées publiées par son collègue d'Oxford. Lequel répondit la même année en publiant Man-Mouse Taken in a Trap dont le titre traduit la véhémence de l'échange public entre les deux hommes. More publia un deuxième texte intitulé The second Lash of Alazonomastix, auquel Philalèthe répondit par son traité The Second Wash, or the Moore Scour'd Once More
Eugène Philalèthe publia également, en 1652, une traduction anglaise du manifeste rose-croix, contenant la Fama Fraternitatis.

### Œuvres
- En latin
  - Anthroposophia Theomagica, Eugène Philalethe, Londres, 1650
  - Anima Magica Abscondita, Eugène Philalethe, Londres, 1650
  - Magia Adamica (Coelum Terrae), Londres, Eugène Philalethe, 1650 . Trad. : La Magie Adamique, 43 p. .
  - Lumen de Lumine, Londres, Eugène Philalethe, 1651
  - Aula Lucis, Londres, Eugène Philalethe, 1652
  - Euphrates or the waters of the East, Eugène Philalethe, Londres, 1655
- En trad. 
  - Œuvres complètes de Thomas Vaughan, dit Eugène Philalèthe, La Table d'émeraude, 2000, 570 p.
  - L'art hermétique à découvert (trad. en 1787 du Lumen de lumine), Gutenberg Reprints, 2008, 96 p., intro. de Didier Kahn.
  - Thomas Vaughan dit Eugène Philalèthe, Œuvres complètes, Édition abondamment augmentée, revue et corrigée. Introduction d'Emmanuel d'Hooghvorst ; Préface, traduction et notes de Clément Rosereau. Éditions Beya, 2024, 659 pp.

### Études sur Eugène Philalèthe
- Charles d'Hooghvorst, "Le message hermétique retrouvé expliqué par Eugène Philalèthe en ses œuvres complètes", Via Hermetica, no 4, mai 2008.